# Lezíria do Tejo
Lezíria do Tejo és una subregió estadística portuguesa, part de la regió de l'Alentejo i del Districte de Santarém, i inclou també un municipi del Districte de Lisboa (Azambuja). Limita al nord amb Pinhal Litoral i amb Médio Tejo, a l'est amb l'Alto Alentejo, al sud amb l'Alentejo Central i la Península de Setúbal i a l'oest amb la Gran Lisboa i l'Oeste. Àrea: 4007 km². Població (2001): 240 832.

## Municipis

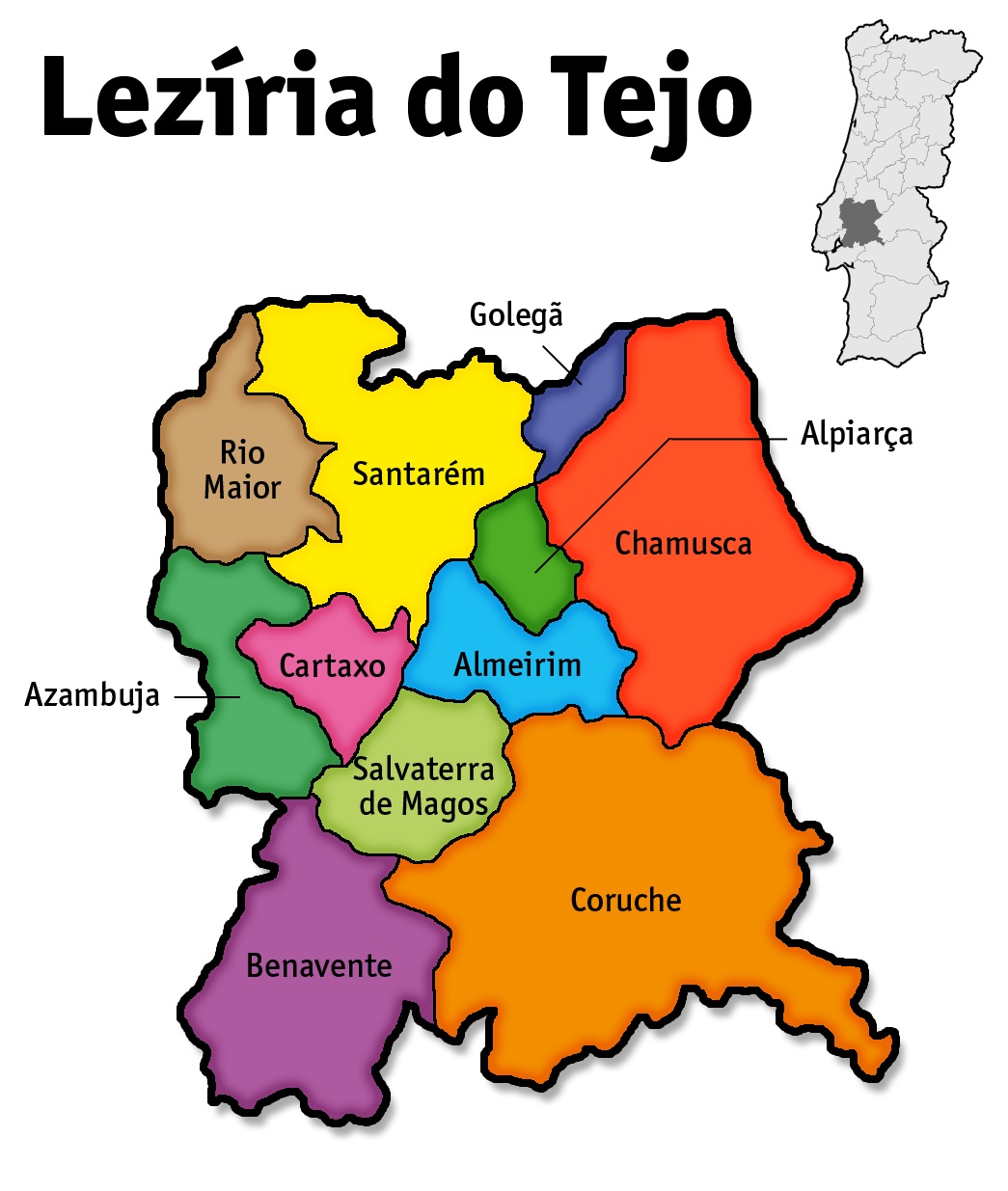
Municipis de Lezíria do Tejo

La subregió de Lezíria do Tejo comprèn 11 municipis o concelhos:
- Almeirim
- Alpiarça
- Azambuja
- Benavente
- Cartaxo
- Chamusca
- Coruche
- Golegã
- Rio Maior
- Salvaterra de Magos
- Santarém

Aquests municipis se subdivideixen en un total de 91 freguesias, el que dona una mitjana de prop de 8 freguesies per concelho. Les freguesies tenen una àrea mitja de 46,91 km² i una població mitjanana de 2 647 habitants, però els valors exactes varien entre àrees de 346,30 i 3,54 km² i poblacions de 12 826 i 278 habitants. La densitat demogràfica de les freguesies varia entre 776,5 i 3,5 hab/km².